# Okounek pstruhový
Okounek pstruhový (Micropterus salmoides)  je sladkovodní ryba z čeledi okounkovití (Centrarchidae). Jeho původní rozšíření je v Severní Americe od jihovýchodní Kanady až po severovýchodní Mexiko. Objevuje se také na Kubě. V USA je to velmi ceněná ryba, která dorůstá váhy až 6 kilogramů. Je využívaná ve sportovním rybaření. Patří mezi 100 nejhorších invazních druhů světa.
V roce 1803 byl okounek pstruhový dovezen do Evropy. Kolem roku 1890 probíhaly také první pokusy o nasazení tohoto druhu do našich vod na Třeboňsku. Následovalo několik dalších neúspěšných pokusů, dodnes je však v některých částech jižních Čech chován.

## Popis
Jde o rybu s vysokým hřbetem pokrytou ktenoidními šupinami. Hřbetní ploutev je rozdělena na dvě části, přičemž přední část je značně menší s ostrými trny a zadní část hřbetní ploutve je vyšší s měkkými paprsky, ocasní ploutev je vidličková. Výrazným znakem je velká tlama, jejíž horní čelist dosahuje až za oko. Tlama je vyzbrojena ostrými zuby. 
Okounek pstruhový je olivově zelená ryba s tmavými skvrnami na bocích. Samičky jsou větší než samci. Jedná se o největší druh rodu Micropterus. Dorůstá délky až 75 centimetrů, maximální neoficiální hmotnost je 11,4 kilogramů. Ryba žije v průměru 16 let.

## Život
Okounkovo přirozené prostředí je složeno z pomalu tekoucích vod, stojatých nádrží či zarostlých jezer. V zajetí je chován v rybnících.  Preferují tiché a klidné vody s čistou vodou a zarostlými břehy. 
Plůdek se živí zooplanktonem a postupně přechází na hmyz, měkkýše, ryby a i obojživelníky. Kanibalismus potomstva dospělci u okounka není výjimkou. 
Ryby jsou pohlavně dospělé mezi 3. - 5. rokem života a tření probíhá mezi dubnem a červencem, kdy si hloubí hnízdo na jemném dně. Po vytření samec hlídá snůšku i vylíhlý plůdek, který je šedavé barvy.

## Invazivní druh
Okounek pstruhový byl introdukován do mnoha regionů a zemí díky své popularitě ve sportovním rybaření. Jeho introdukce způsobuje pokles nebo vyhynutí druhů ve vysazeném habitatu kvůli kompetici o zdroje a predaci. 

## Galerie

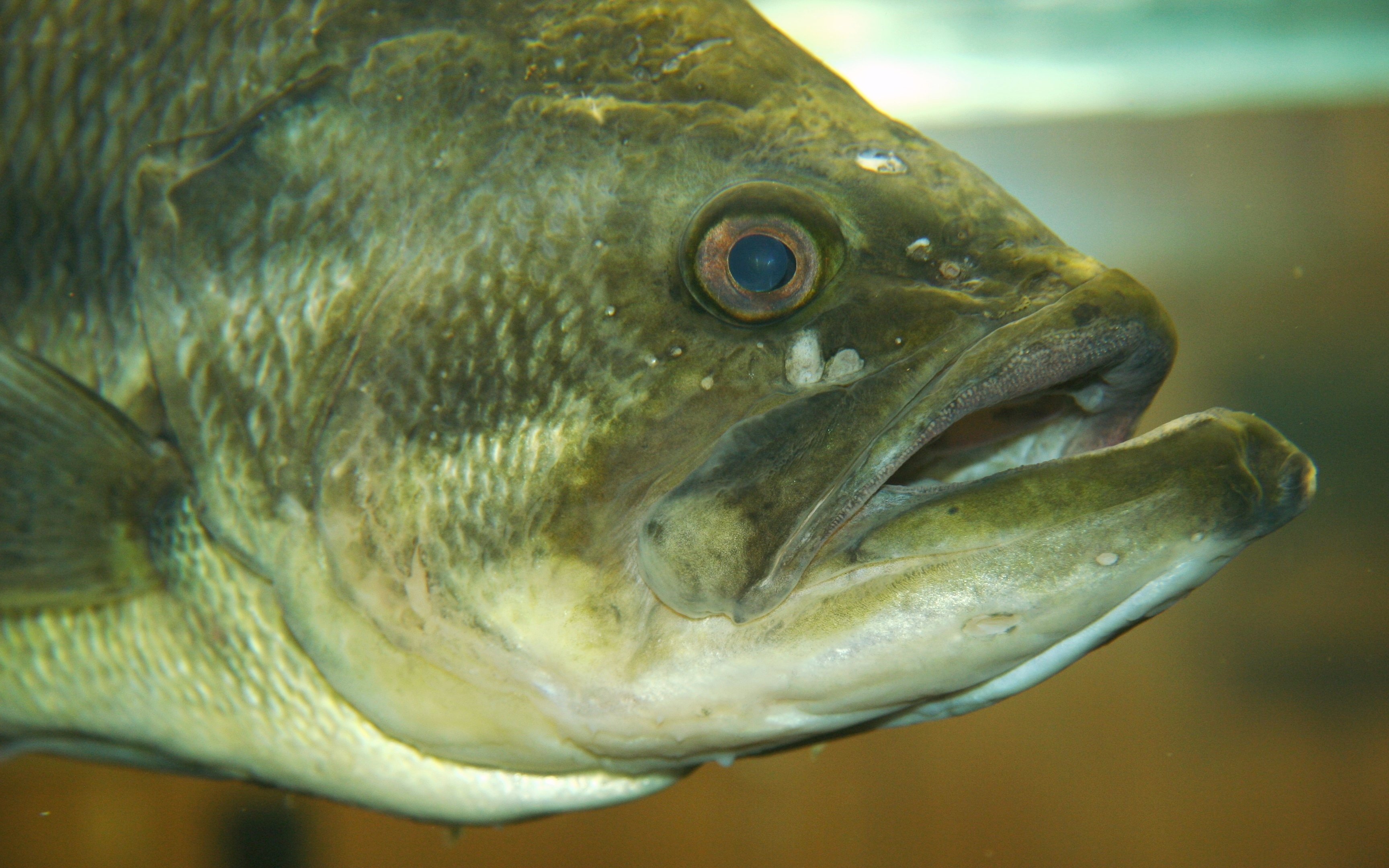
Okounek pstruhový
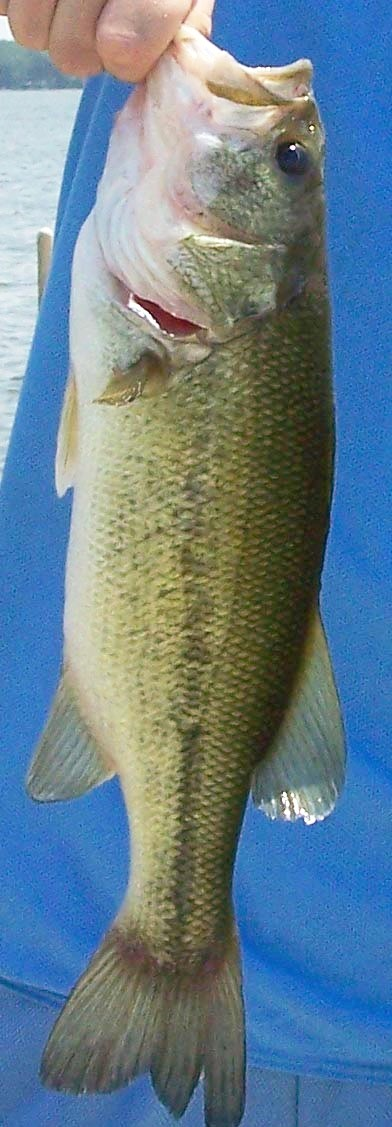
Ulovený okounek pstruhový